# Ignaz Schütz
Ignaz Schütz (Březová (Moravia-Slesia), 1867 – Brno, 1927) è stato un matematico e fisico tedesco.
Studiò all'Università di Monaco dove nel 1894 ottenne un dottorato di ricerca in fisica. Schütz fu assistente del fisico Ludwig Boltzmann a Monaco dal 1891 al 1894, l'anno della partenza di Boltzmann da Monaco. Nel 1897, Ignaz R. Schütz, allora membro dell'Istituto di fisica teorica di Gottinga, mostrò come la simmetria traslazionale temporale induca la conservazione dell'energia.